# Processiestaf

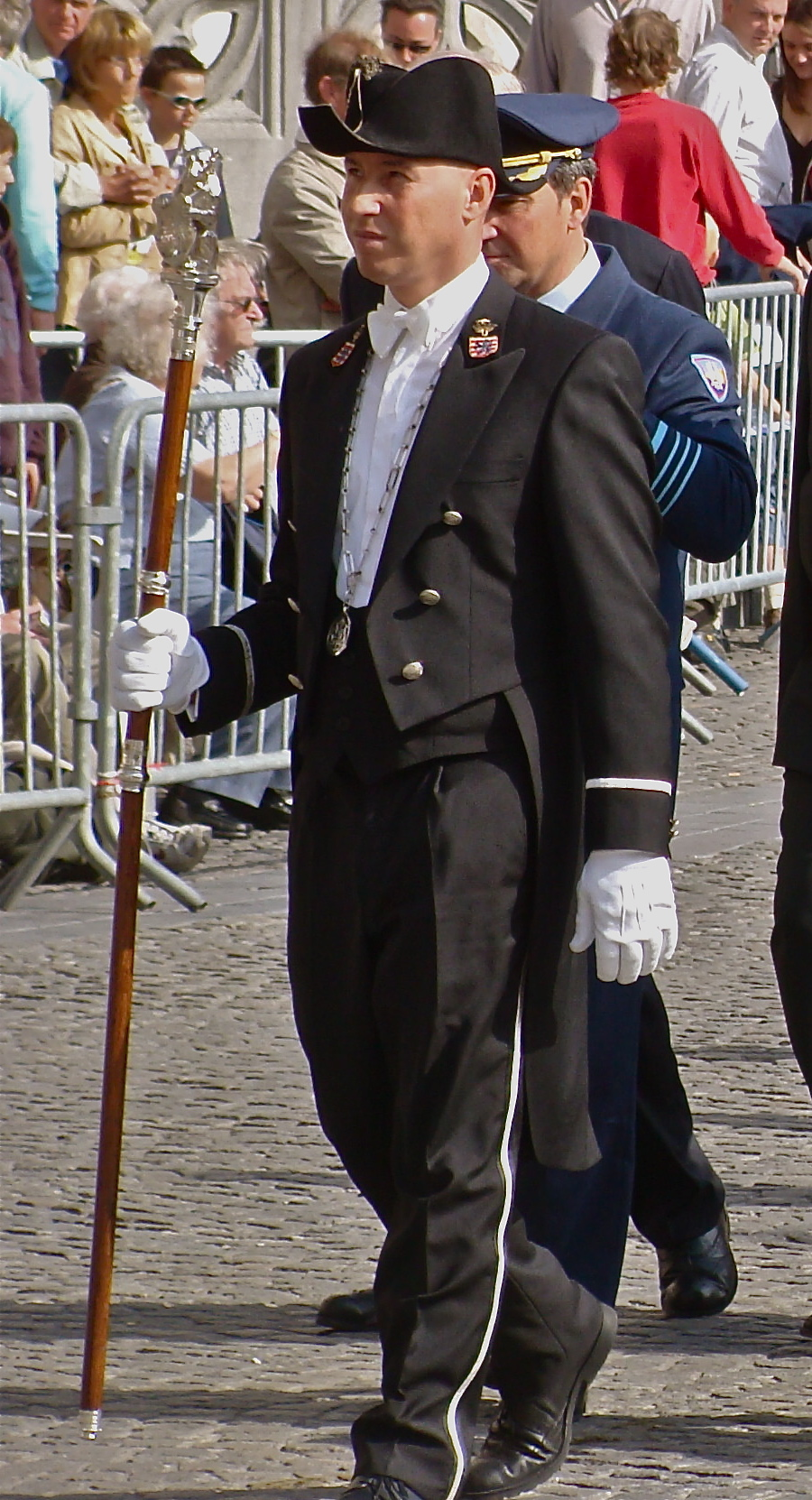
Deelnemer aan de Heilig Bloedprocessie in Brugge met processiestaf (2009)

Een processiestaf of processieroede is een versierde staf die tijdens een processie of bedevaartstocht wordt meegedragen, enerzijds als ereteken voor een heilige, anderzijds als herkenningsteken van de vereniging waartoe de roededrager behoort. Een processiestaf die door leden van een broederschap wordt gedragen heet een broederschapsstaf.
De versiering van de bovenkant van de staf, de processiestafbekroning, kan vele vormen aannemen. Meestal wordt de maagd Maria of een heilige afgebeeld. Vooral in Zuid-Duitsland, Oostenrijk en delen van Frankrijk en de Zuidelijke Nederlanden werd daar in het verleden veel werk van gemaakt, waarbij complete barokke beeldhouwwerkjes ontstonden. Vaak is de bekroning van zilver, bijvoorbeeld in de vorm van een plaquette of beeldje. Meestal wordt de maagd Maria of een heilige afgebeeld. Soms is boven de processiestafbekroning nog een kaarsenhouder geplaatst. Ook zijn combinaties met flambouwen bekend; feitelijk zijn dit flambouwen met broederschapsplaquettes. Soms hebben processiestaven een praktisch doel. Ze zijn dan voorzien van een U-vormige uiteinde, waarmee het heiligenbeeld dat meegedragen wordt, recht kan worden gehouden.
In de schatkamers van de Sint-Servaasbasiliek en de Onze-Lieve-Vrouwebasiliek in Maastricht bevinden zich processiestaven uit de 18e, 19e en 20e eeuw. Een aantal daarvan wordt nog steeds gebruikt, onder andere bij de zevenjaarlijkse heiligdomsvaart van Maastricht. Ook in het  Augustinermuseum in het Oostenrijkse stadje Rattenberg is een collectie processiestaven te bewonderen.

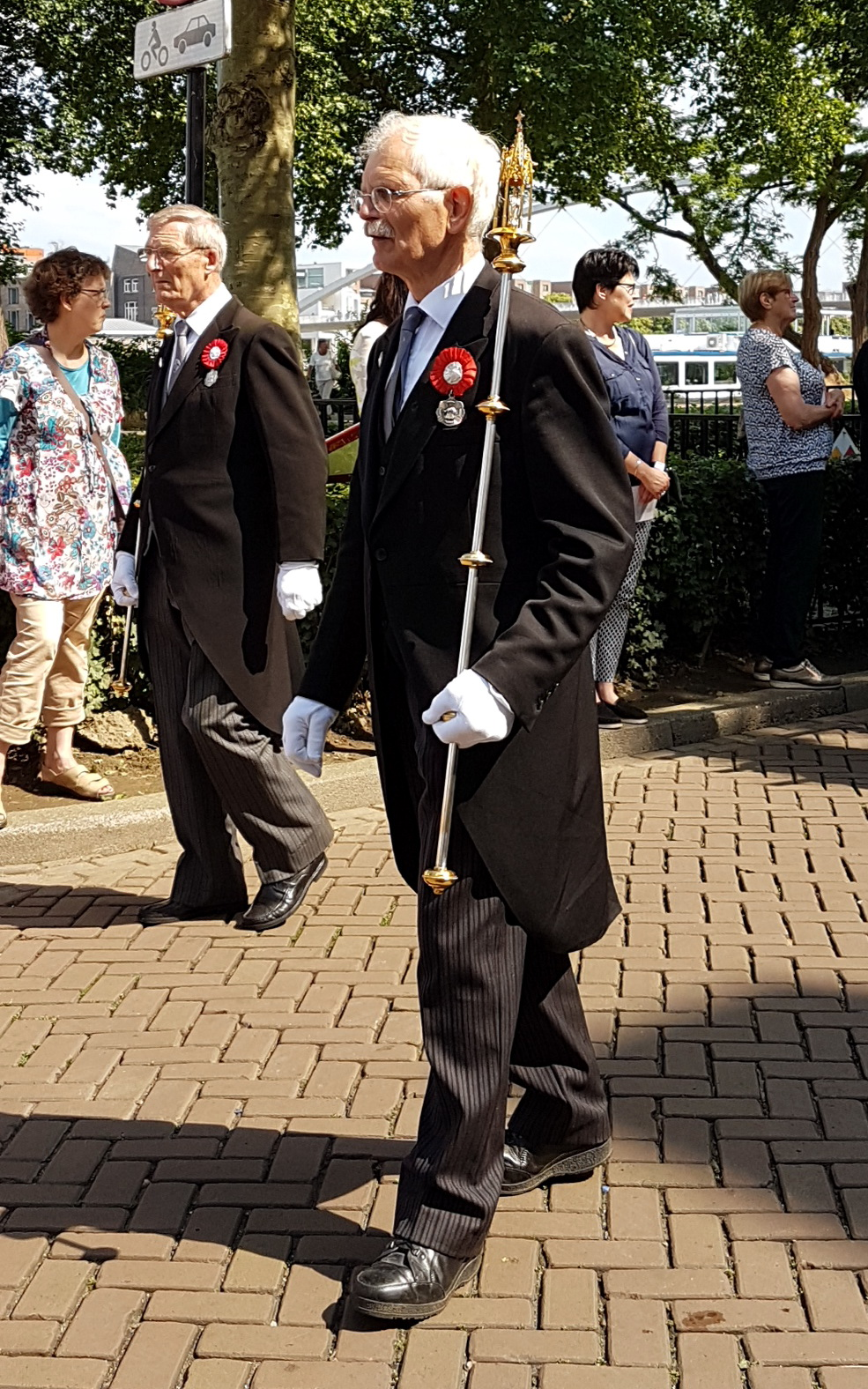
Broederschapsstaven in de heiligdomsvaartommegang in Maastricht
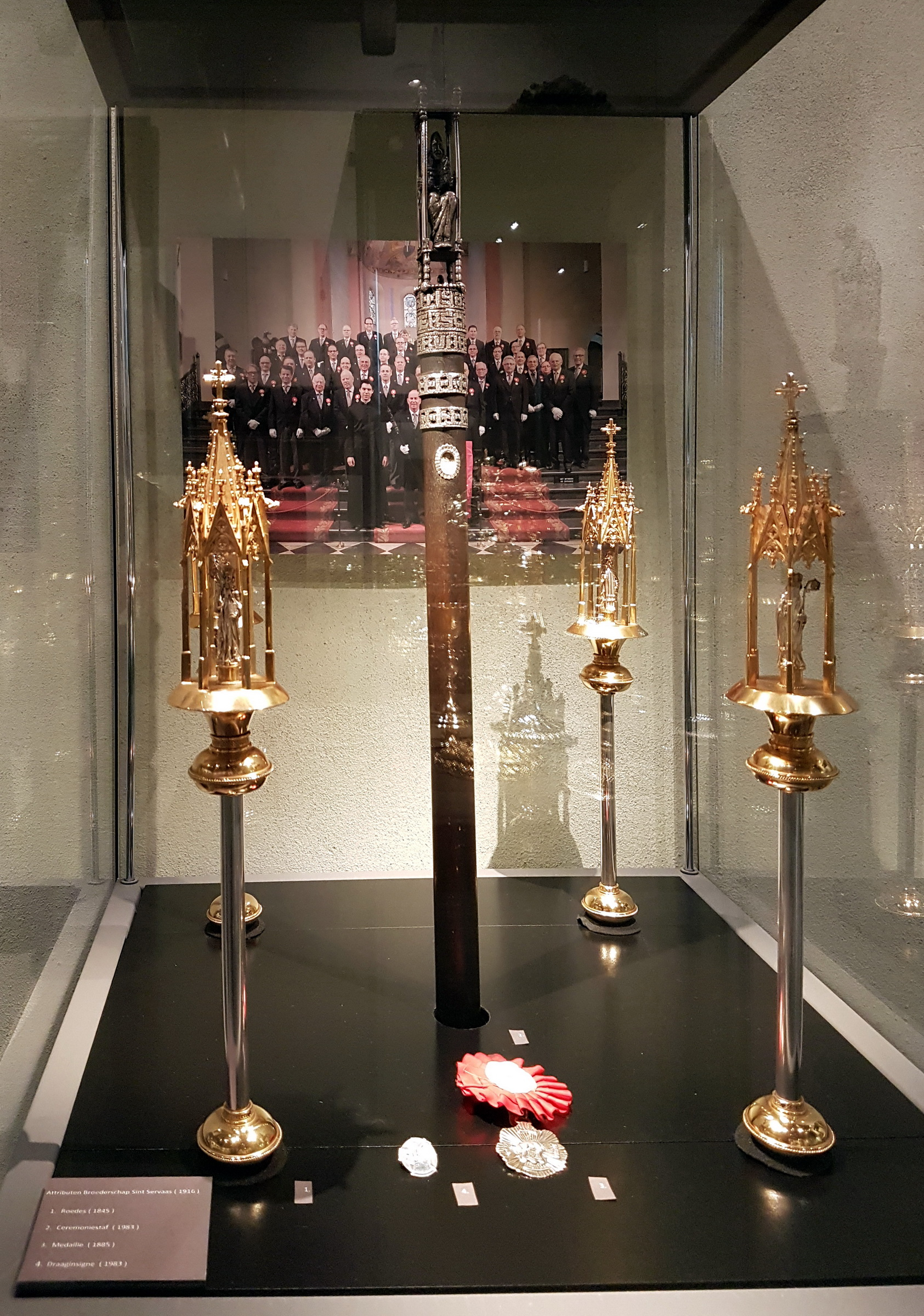
Processiestaven in de Schatkamer van de Sint-Servaasbasiliek in Maastricht
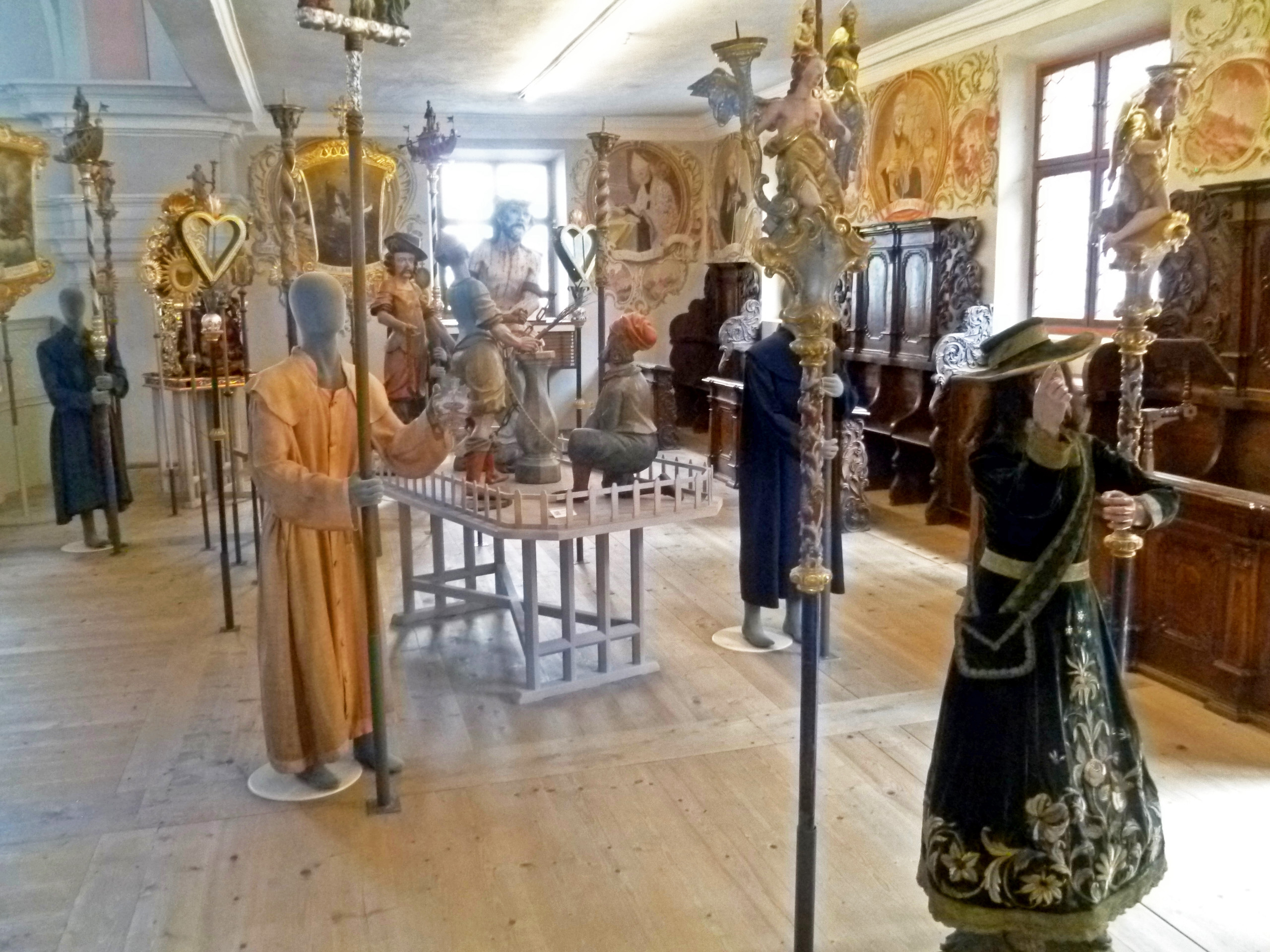
Processiestaven in het Augustinermuseum, Rattenberg, Oostenrijk
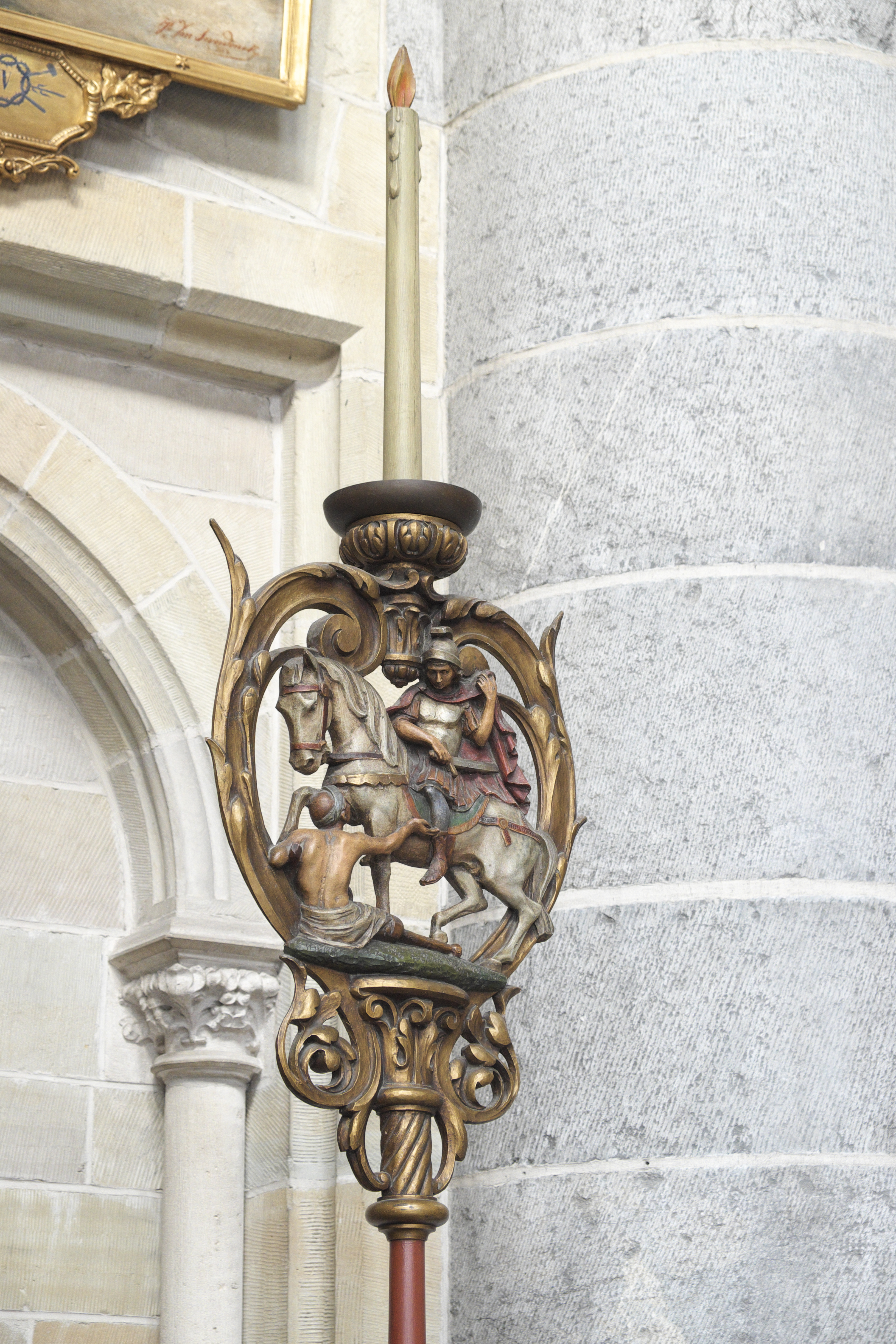
Processiestaf met kaars in de Sint-Maartenskerk in Ieper
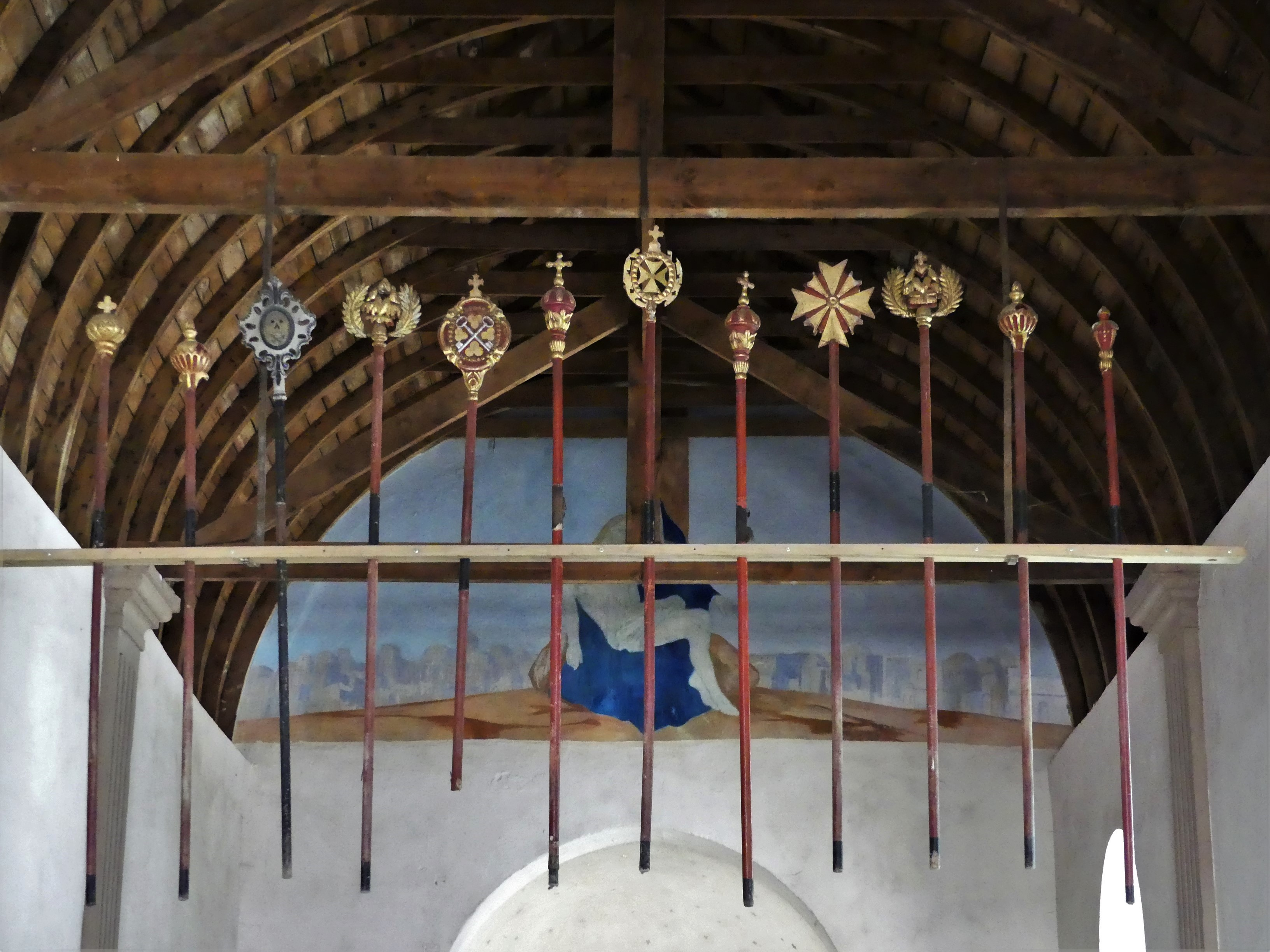
Processiestaven in een kapel in Saint-Côme-d'Olt, Occitanië
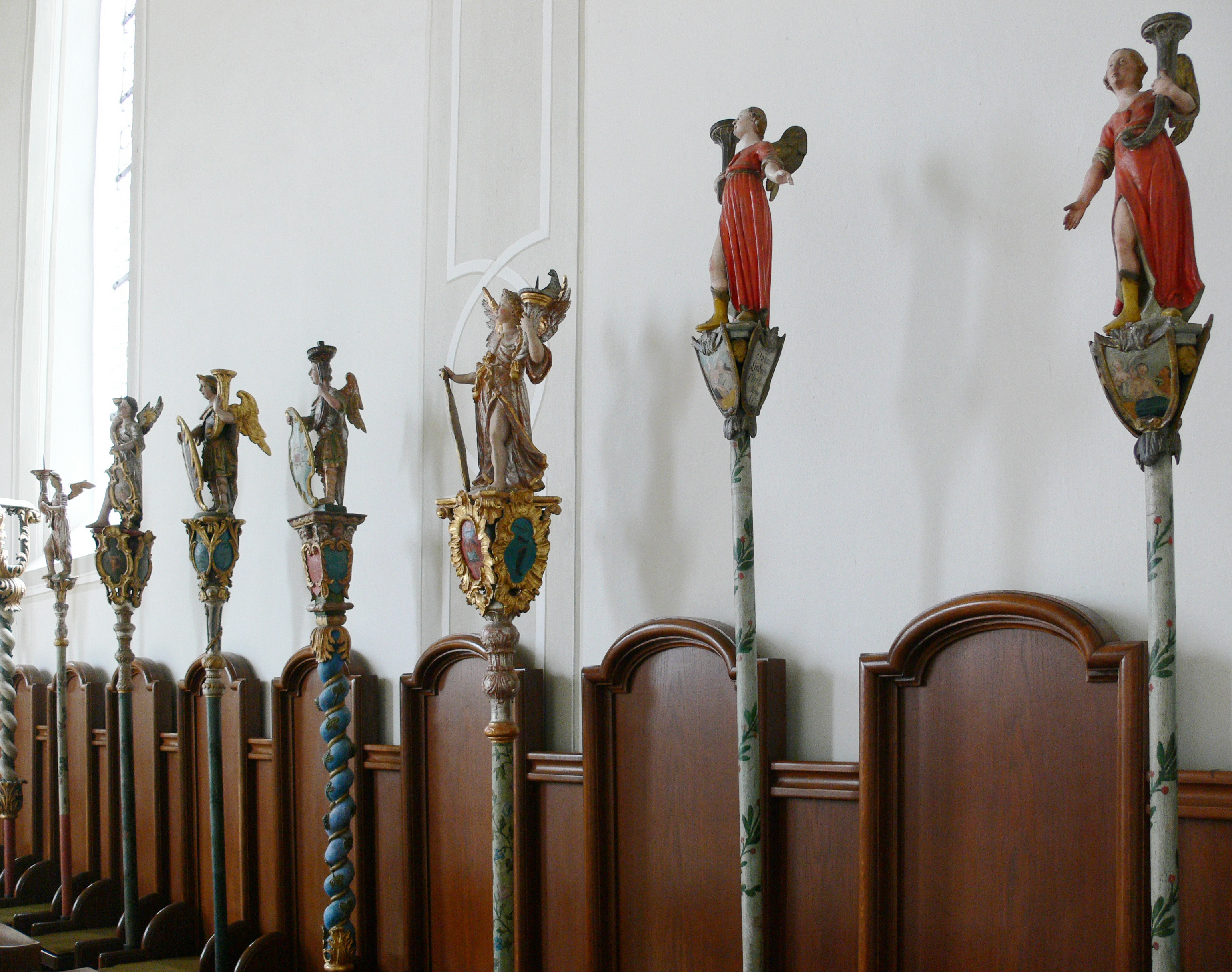
Processiestaven in de kerk van Horb, Baden-Württemberg